# Estanys Forcats

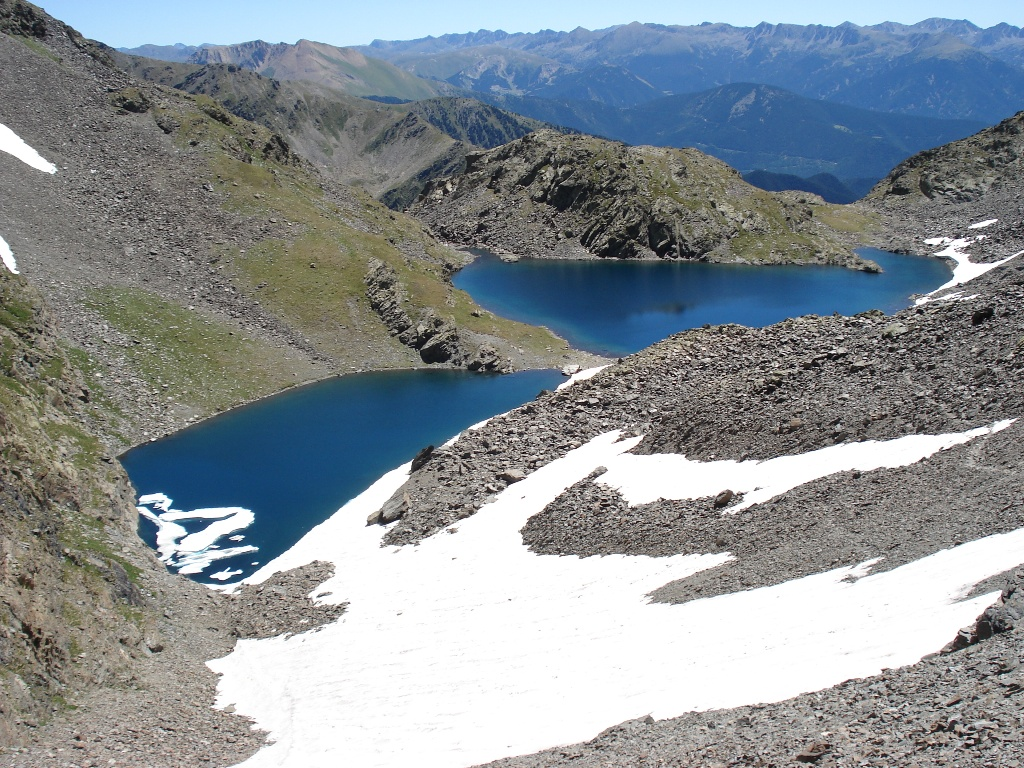
Sicht auf Estanys Forcats

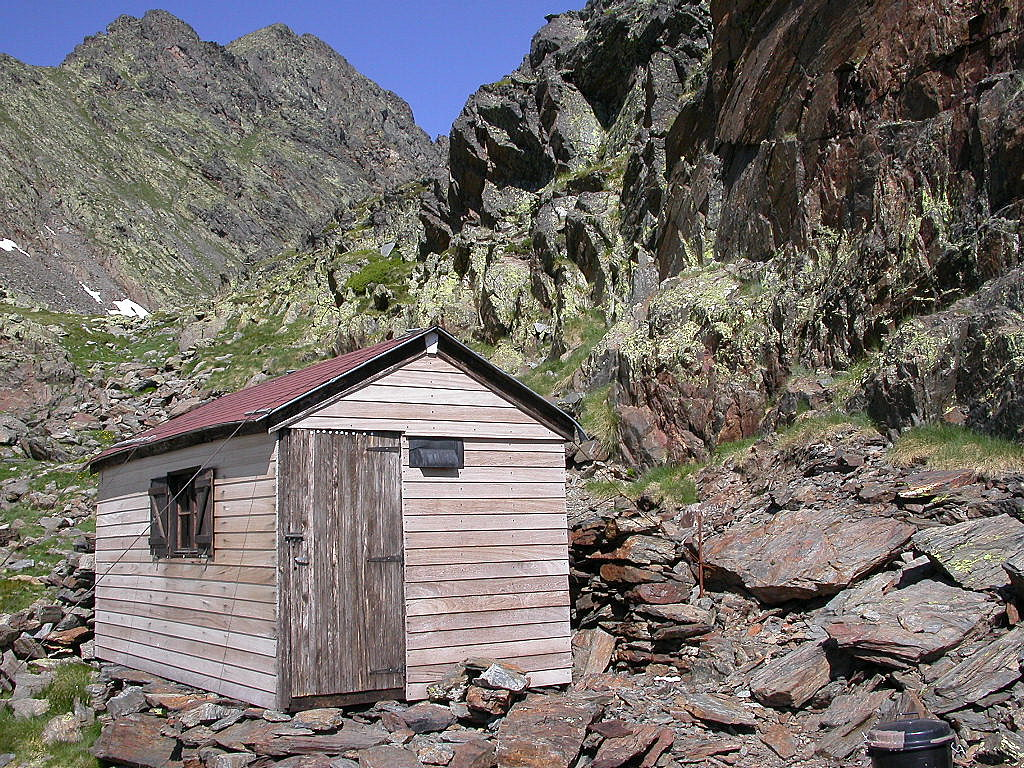
Schutzhütte Refugi d'Estanys Forcats, 100 Meter vom See

Estanys Forcats bezeichnet zwei Gebirgsseen im Fürstentum Andorra.
Forcat bedeutet in deutscher Sprache Heugabel. Die zusammenhängenden Seen (katalanisch: Estanys) liegen im Gemeindegebiet von La Massana auf 2.650 Meter Meereshöhe in unmittelbarer Nähe zur spanischen Grenze. Die höchste Erhebung im Seengebiet ist der Berg Pic de Sanfonts mit einer Höhe von 2.882 Metern. Die beiden Seen werden durch unbenannte Quellen und Schmelzwasser gespeist und sind durch einen kleinen Wasserlauf verbunden. Das Seewasser fließt in Nord-Süd-Richtung über den Fluss Riu del Bancal Vedeller ab und mündet in den Riu del Pla de l’Estany. In unmittelbarer Nähe zum See befindet sich eine kleine Schutzhütte für Fischer und Gebirgsjäger.
Entlang des Seengebietes verläuft der Wanderweg GR11 (Variante 11.1). Diese Route führt nach Westen in Richtung der Berghütte Estanys de Baiau, an der spanischen Grenze, und nach Osten in Richtung der Hütte Refugio Pla de l’Estany. Die Schutzhütten (katalanisch: Refugio) sind ganzjährig geöffnet.
Koordinaten: 42° 36′ 1,1″ N, 1° 26′ 50,4″ O